# Der Usedom-Krimi
Der Usedom-Krimi – niemiecki serial kryminalny, emitowany od 2014 roku. Jego akcja rozgrywa się na polsko-niemieckiej wyspie Uznam. Bohaterowie – śledczy z Heringsdorfu – często współpracują z polskimi policjantami ze Świnoujścia. Ze względu na liczne wątki polskie, w serialu występują także polscy aktorzy (m.in. Marcin Dorociński w dwóch odcinkach jako polski oficer policji, kochanek mężatki Julii Thiel, Magdalena Boczarska, Olga Kalicka).
W pierwszym odcinku była prokurator Karin Lossow (Katrin Saß) wychodzi z więzienia po odbyciu kary 6 lat pozbawienia wolności za zabicie w afekcie swojego niewiernego męża. Szybko odzyskuje kontakt z wnuczką Sophie (Emma Bading), ale córka – policjantka Julia Thiel (Lisa Maria Potthof) – wciąż nie może wybaczyć matce, że zabiła ojca. Sytuację komplikuje dodatkowo zaangażowanie Karin w prowadzone przez Julię śledztwa.

Kiedy Potthof zrezygnowała z dalszego udziału w produkcji, z serialu musiała zniknąć także jej postać. Dlatego w 6. odcinku Julia ginie z rąk przestępcy, a jej miejsce zajmuje Dunka Ellen Norgaard (Rikke Lylloff).